# Veľký Ďur
Veľký Ďur ist eine Gemeinde im Westen der Slowakei mit 1308 Einwohnern (Stand 31. Dezember 2024), die zum Okres Levice, einem Teil des Nitriansky kraj gehört.

## Geographie
Die Gemeinde befindet sich am Ostrand des Hügellands Pohronská pahorkatina (Teil des Donauhügellands) am Bach Ďurský potok im Einzugsgebiet des Hron. Das Ortszentrum liegt auf einer Höhe von 185 m n.m. und ist 13 Kilometer von Levice entfernt.
Verwaltungstechnisch gliedert sich die Gemeinde in folgende Gemeindeteile: Dolný Ďur, Horný Ďur und Rohožnica.
Nachbargemeinden sind Kalná nad Hronom (Ortsteil Mochovce) im Norden, Nový Tekov im Nordosten, wieder Kalná nad Hronom (Ortsteil Kalnica und Hauptort) im Osten, Lok und Iňa im Süden, Tehla im Südwesten und Telince und Čifáre im Westen.

## Geschichte
Die heutige Gemeinde entstand 1960 durch Zusammenschluss der Orte Dolný Ďur (bis 1948 „Dolný Ďúrad“; ungarisch Alsógyőröd), Horný Ďur (bis 1948 „Horný Ďúrad“; ungarisch Felsőgyőröd) und Rohožnica (bis 1948 „Dekeneš“; ungarisch Kisgyékényes – bis 1907 Gyékényes).
Der alte, ursprünglich einige Ort Ďúr wurde zum ersten Mal 1205 als Geurund schriftlich erwähnt, doch noch im 13. Jahrhundert kam es zur Teilung in zwei Orte, wie der Name Geurud Superior aus dem Jahr 1278 zeigt. Rohožnica wurde zum ersten Mal 1209 als Gekenus schriftlich erwähnt. 1828 zählte man in Dolný Ďur 48 Häuser und 333 Einwohner, in Horný Ďur 44 Häuser und 301 Einwohner; für Rohožnica liegt keine Angabe vor. Die Haupteinnahmequelle in allen drei Orten war und ist Landwirtschaft.
Bis 1918 gehörten die im Komitat Barsch liegende Orte zum Königreich Ungarn und kamen danach zur Tschechoslowakei beziehungsweise heute Slowakei. Von 1938 bis 1945 waren sie auf Grund des Ersten Wiener Schiedsspruchs noch einmal Teil Ungarns.

## Bevölkerung
| Jahr                | 1994 | 2004    | 2014    | 2024    |
| ------------------- | ---- | ------- | ------- | ------- |
| Anzahl der Personen | 1323 | 1315    | 1281    | 1308    |
| Unterschied         |      | −0,60 % | −2,58 % | +2,10 % |

| Jahr                | 2023 | 2024    |
| ------------------- | ---- | ------- |
| Anzahl der Personen | 1332 | 1308    |
| Unterschied         |      | −1,80 % |

Gemäß der Volkszählung 2011 wohnten in Veľký Ďur 1247 Einwohner, davon 1197 Slowaken, 26 Magyaren, sieben Tschechen und ein Pole; drei Einwohner gaben eine andere Ethnie an. 13 Einwohner machten diesbezüglich keine Angabe. 1.034 Einwohner bekannten sich zur römisch-katholischen Kirche, 22 Einwohner zur evangelischen Kirche A. B., 15 Einwohner zur reformierten Kirche, neun Einwohner zur altkatholischen Kirche, vier Einwohner zu den Zeugen Jehovas, drei Einwohner zur evangelisch-methodistischen Kirche und ein Einwohner zur Brüderkirche sowie zur kongregationalistischen Kirche; ein Einwohner bekannte sich zu einer anderen Konfession. 128 Einwohner waren konfessionslos und bei 30 Einwohnern wurde die Konfession nicht ermittelt.

## Bauwerke
- römisch-katholische Martinskirche aus dem Jahr 1723, gebaut an der Stelle einer mittelalterlichen Kirche, im 19. Jahrhundert umgebaut